# Леблеби, Мехмет
Мехмет Леблеби (тур. Mehmet Leblebi; 1908 год — 25 февраля 1972) — турецкий футболист, игравший на позиции нападающего.

## Клубная карьера
Мехмет Леблеби, будучи учеником Галатасарайского лицея, начинал и провёл всю свою карьеру футболиста, выступая за «Галатасарай» с 1922 по 1936 год. Он 6 раз выигрывал в составе клуба Стамбульскую футбольную лигу. 20 ноября 1925 года «Галатасарай» разгромил команду «Вефа» в рамках Стамбульской лиги 1925/26 со счётом 20:0, 16 из них забил Мехмет Леблеби.

## Карьера в сборной
25 мая 1924 года Мехмет Леблеби дебютировал за сборную Турции в матче против сборной Чехословакии, проходившем в рамках футбольного турнира Олимпийских игр 1924 года и проигранном турками со счётом 2:5. 10 апреля 1925 года он забил свой первый гол за национальную команду, открыв счёт в домашнем товарищеском матче с Болгарией. Также Мехмет Леблеби принимал участие на футбольном турнире Олимпийских игр 1928 года, где турки были разгромлены сборной Египта со счётом 1:7. Всего за национальную команду он провёл 16 матчей и забил 2 гола.

## Статистика выступлений

### В сборной
| Матчи и голы Мехмета Леблеби за сборную Турции | Матчи и голы Мехмета Леблеби за сборную Турции | Матчи и голы Мехмета Леблеби за сборную Турции | Матчи и голы Мехмета Леблеби за сборную Турции | Матчи и голы Мехмета Леблеби за сборную Турции | Матчи и голы Мехмета Леблеби за сборную Турции | Матчи и голы Мехмета Леблеби за сборную Турции |
| №                                              | Дата                                           | Место проведения                               | Соперник                                       | Счёт                                           | Голы                                           | Соревнование                                   |
| ---------------------------------------------- | ---------------------------------------------- | ---------------------------------------------- | ---------------------------------------------- | ---------------------------------------------- | ---------------------------------------------- | ---------------------------------------------- |
| 1                                              | 25 мая 1924                                    | Бержер, Париж                                  | Чехословакия                                   | 2:5                                            | —                                              | Олимпийские игры                               |
| 2                                              | 22 июня 1924                                   | ЛСБ, Рига                                      | Латвия                                         | 3:1                                            | —                                              | Товарищеский матч                              |
| 3                                              | 29 июня 1924                                   | Муниципальный стадион, Лодзь                   | Польша                                         | 0:2                                            | —                                              | Товарищеский матч                              |
| 4                                              | 16 ноября 1924                                 | Стадион имени В. Воровского, Москва            | СССР                                           | 0:3                                            | —                                              | Товарищеский матч                              |
| 5                                              | 10 апреля 1925                                 | Таксим, Стамбул                                | Болгария                                       | 2:1                                            | 1                                              | Товарищеский матч                              |
| 6                                              | 1 мая 1925                                     | Ромкомит, Бухарест                             | Румыния                                        | 2:1                                            | 1                                              | Товарищеский матч                              |
| 7                                              | 15 мая 1925                                    | Истикляль, Анкара                              | СССР                                           | 1:2                                            | —                                              | Товарищеский матч                              |
| 8                                              | 2 октября 1925                                 | Таксим, Стамбул                                | Польша                                         | 1:2                                            | —                                              | Товарищеский матч                              |
| 9                                              | 7 мая 1926                                     | Таксим, Стамбул                                | Румыния                                        | 1:3                                            | —                                              | Товарищеский матч                              |
| 10                                             | 12 сентября 1926                               | им. маршала Юзефа Пилсудского, Львов           | Польша                                         | 1:6                                            | —                                              | Товарищеский матч                              |
| 11                                             | 17 июля 1927                                   | Славия, София                                  | Болгария                                       | 3:3                                            | —                                              | Товарищеский матч                              |
| 12                                             | 14 октября 1927                                | Таксим, Стамбул                                | Болгария                                       | 3:1                                            | —                                              | Товарищеский матч                              |
| 13                                             | 8 апреля 1928                                  | Стадион Конкордии на Тратинской цести, Загреб  | Югославия                                      | 1:2                                            | —                                              | Товарищеский матч                              |
| 14                                             | 15 апреля 1928                                 | Глория ЧФР, Арад                               | Румыния                                        | 2:4                                            | —                                              | Товарищеский матч                              |
| 15                                             | 28 мая 1928                                    | Олимпийский стадион, Амстердам                 | Египет                                         | 1:7                                            | —                                              | Олимпийские игры                               |
| 16                                             | 4 ноября 1932                                  | Таксим, Стамбул                                | Болгария                                       | 2:3                                            | —                                              | Товарищеский матч                              |

Итого: 16 матчей / 2 гола; eu-football.info.